# КК Валенсија
КК Валенсија (шп. Valencia Basket Club) шпански је кошаркашки клуб из Валенсије. Основан је 1986, а од 1987. до 2009. је био познат по спонзорском називу Памеса Валенсија. У сезони 2024/25. такмичи се у АЦБ лиги и у Евролиги.  

## Историја
Клуб је основан 1986. године као „Валенсија Хоја дел Лунес“. Валенсија по први пут обезбеђује пласман у АЦБ лигу 4. маја 1988, где остаје све до сезоне 1994/95. Године 1995. Валенсија испада у Другу лигу, након што је у баражу поражена од Сомонтано Уеске. Следеће сезоне, након што је завршила на 2. месту које јој није обезбеђивао пласман у виши ранг, Валенсија купује место Сарагосе у АЦБ лиги и од тада се такмичи у елитном рангу. Клуб 1998. по први пут осваја Куп Шпаније, а 2003, 2010, 2014. и 2019. долази до трофеја у Еврокупу. Године 2017. коначно стиже и до прве титуле у АЦБ лиги.

## Успеси

### Национални
- Првенство Шпаније:
  - Првак (1): 2017.
  - Вицепрвак (2): 2003, 2025.

- Куп Шпаније: 
  - Победник (1): 1998.
  - Финалиста (4): 2000, 2006, 2013, 2017.

- Суперкуп Шпаније: 
  - Победник (1): 2017.
  - Финалиста (1): 2010.

### Међународни
- Еврокуп: 
  - Победник (4): 2003, 2010, 2014, 2019.
  - Финалиста (2): 2012, 2017.

- Куп Рајмунда Сапорте:
  - Финалиста (2): 1999, 2002.

## Учинак у претходним сезонама
| Сез.     | Првенство Шпаније | Куп Шпаније  | Европско такмичење                  | Европско такмичење |
| -------- | ----------------- | ------------ | ----------------------------------- | ------------------ |
| 1997/98. | Четвртфинале ПО   | Победник     | —                                   |                    |
| 1998/99. | Четвртфинале ПО   | Четвртфинале | Куп Рајмунда Сапорте — Финалиста    |                    |
| 1999/00. | Четвртфинале ПО   | Финалиста    | Куп Рајмунда Сапорте — Четвртфинале |                    |
| 2000/01. | Четвртфинале ПО   | Полуфинале   | Куп Рајмунда Сапорте — Полуфинале   |                    |
| 2001/02. | Четвртфинале ПО   | Четвртфинале | Куп Рајмунда Сапорте — Финалиста    |                    |
| 2002/03. | Вицепрвак         | Полуфинале   | УЛЕБ куп — Победник                 |                    |
| 2003/04. | Четвртфинале ПО   | Четвртфинале | Евролига — Топ 16                   |                    |
| 2004/05. | 9. место          | Полуфинале   | УЛЕБ куп — Полуфинале               |                    |
| 2005/06. | 9. место          | Финалиста    | —                                   |                    |
| 2006/07. | Четвртфинале ПО   | —            | —                                   |                    |
| 2007/08. | Четвртфинале ПО   | Четвртфинале | УЛЕБ куп — Четвртфинале             |                    |
| 2008/09. | Четвртфинале ПО   | Четвртфинале | Еврокуп — Четвртфинале              |                    |
| 2009/10. | Четвртфинале ПО   | Полуфинале   | Еврокуп — Победник                  |                    |
| 2010/11. | Четвртфинале ПО   | Полуфинале   | Евролига — Четвртфинале             |                    |
| 2011/12. | Полуфинале ПО     | —            | Еврокуп — Финалиста                 |                    |
| 2012/13. | Четвртфинале ПО   | Финалиста    | Еврокуп — Полуфинале                |                    |
| 2013/14. | Полуфинале ПО     | Полуфинале   | Еврокуп — Победник                  |                    |
| 2014/15. | Полуфинале ПО     | Четвртфинале | Евролига — Топ 24                   |                    |
| 2014/15. | Полуфинале ПО     | Четвртфинале | Еврокуп — Четвртфинале              |                    |
| 2015/16. | Полуфинале ПО     | Четвртфинале | Еврокуп — Топ 32                    |                    |
| 2016/17. | Првак             | Финалиста    | Еврокуп — Финалиста                 |                    |
| 2017/18. | Четвртфинале ПО   | Четвртфинале | Евролига — 11. место                |                    |
| 2018/19. | Полуфинале ПО     | Четвртфинале | Еврокуп — Победник                  |                    |
| 2019/20. | Полуфинале ПО     | Полуфинале   | Евролига (прекинуто)                |                    |
| 2020/21. | Полуфинале ПО     | Четвртфинале | Евролига — 9. место                 |                    |
| 2021/22. | Четвртфинале ПО   | Четвртфинале | Еврокуп — Полуфинале                |                    |
| 2022/23. | Четвртфинале ПО   | Четвртфинале | Евролига — 13. место                |                    |
| 2023/24. | Четвртфинале ПО   | Полуфинале   | Евролига — 13. место                |                    |
| 2024/25. | Вицепрвак         | Четвртфинале | Еврокуп — Полуфинале                |                    |

## Имена кроз историју
Клуб се зависно од спонзора звао:
- Валенсија Хоја дел Лунес (1986—1987)
- Памеса Валенсија (1987—2009)
- Пауер електроникс Валенсија (2009—2011)

## Познатији играчи
| - Вуле Авдаловић - Станко Бараћ - Танока Бирд - Џастин Долман - Бојан Дубљевић - Микаел Желабал - Робертас Јавтокас - Ник Кејнер-Медли - Марко Кешељ - Виктор Клавер - Нандо де Коло - Омар Кук - Рихардс Куксикс | - Оливер Лафајет - Сергеј Лишчук - Жофре Ловерњ - Крешимир Лончар - Владимир Лучић - Лукас Маврокефалидис - Марко Мариновић - Стефан Марковић - Дејан Милојевић - Алехандро Монтекија - Немања Недовић - Метју Нилсен - Коста Перовић | - Флоран Пјетрус - Марко Поповић - Жарко Ракочевић - Игор Ракочевић - Жељко Ребрача - Душко Савановић - Ромен Сато - Тијаго Сплитер - Блејк Степ - Дејан Томашевић - Фредерик Хаус - Торнике Шенгелија |

## Тренери
| - Тони Ферер 1986—87, 1989. - Антони Сера 1987—89. - Хосе Антонио Фигуероа 1989—92. - Ману Морено 1992—95. - Херб Браун 1995. - Мики Вуковић 1995—2000. - Фернандо Хименез 2000. - Луис Казимиро 2000—02. |  | - Пако Олмос 2002—04. - Пабло Ласо 2004—05. - Чеку Мулеро 2005, 2006. - Рикардо Касас 2005—06. - Фоцис Кацикарис 2006—08. - Невен Спахија 2008—10. - Маноло Хусеин 2010. - Светислав Пешић 2010—11. - Велимир Перасовић 2011—2015. |